# Homer Laughlin Engineers Corporation
Homer Laughlin Engineers Corporation war ein US-amerikanischer Hersteller von Automobilen.

## Unternehmensgeschichte
Homer Laughlin gründete 1913 das Unternehmen in Los Angeles in Kalifornien. Er begann mit der Entwicklung eines Automobils. Am 28. Juni 1916 wurde berichtet, dass die ersten drei Fahrzeuge fertiggestellt seien. Zehn weitere Fahrzeuge sollten nach Kundenaufträgen entstehen. Der Markenname lautete Homer Laughlin. Anfang 1917 wurde das Projekt fallen gelassen.
1918 entstanden Getriebeteile für Ford-Wagen. Danach wurde ein Kettentraktor entworfen.
1919 wurde das Unternehmen aufgelöst.

## Fahrzeuge
Im Angebot stand nur ein Modell. Es hatte einen V8-Motor, der mit 16 PS eingestuft war. 57,15 mm Bohrung und 95,25 mm Hub ergaben 1955 cm³ Hubraum. Fortschrittlich war der Frontantrieb. Ungewöhnlich war das Friktionsgetriebe, das häufiger bei schwächeren und billigeren Fahrzeugen verwendet wurde. Der Kettenantrieb war veraltet.
Das Fahrgestell hatte 284 cm Radstand. Der einzige Aufbau war ein offener Roadster mit zwei Sitzen. Der Neupreis betrug 1050 US-Dollar.